# Pentecost III
Pentecost III – drugi minialbum zespołu Anathema, wydany 1995.
Nagrania zostały ukończone rok wcześniej, wydanie płyty opóźniło się jednak w wyniku połączenia wytwórni Peaceville Records oraz Music for Nations. W momencie opublikowania albumu dotychczasowy wokalista Darren White nie należał już do zespołu, a jego pozostali członkowie pracowali już nad materiałem na nową płytę – The Silent Enigma. Tytuł albumu pochodzi z greki i oznacza piąty dzień. Jest to angielska nazwa dla Zesłania Ducha Świętego. Utwór „Memento Mori” zawiera ukryty utwór „Horses/666”.

## Lista utworów
1. „Kingdom” – 9:31
2. „Mine Is Yours to Drown In (Ours Is the New Tribe)” – 5:40
3. „We, the Gods” – 9:59
4. „Pentecost III” – 3:54
5. „Memento Mori” – 12:18

## Dedykacja
Zgodnie z informacją na okładce albumu Pentecost III, jest on dedykowany „Tony’emu Doyle, Lin Mari Lowles i wszystkim, którzy łączyli się w żałobie po strasznej tragedii, która spotkała nas wszystkich w roku 1994”. Tony i Lin byli przyjaciółmi członków Anathemy. Tony zmarł w wyniku choroby serca, nieukończywszy 25 lat. Lin zginęła w wypadku samochodowym jadąc na jego pogrzeb.

## Twórcy
- Darren White – śpiew
- Vincent Cavanagh – gitara
- Duncan Patterson – gitara basowa
- Daniel Cavanagh – gitara
- John Douglas – perkusja

## Wydania
- Peaceville records, 2001 – album kompilacyjny razem z minialbumem The Crestfallen EP.